# Арабеска (орнамент)

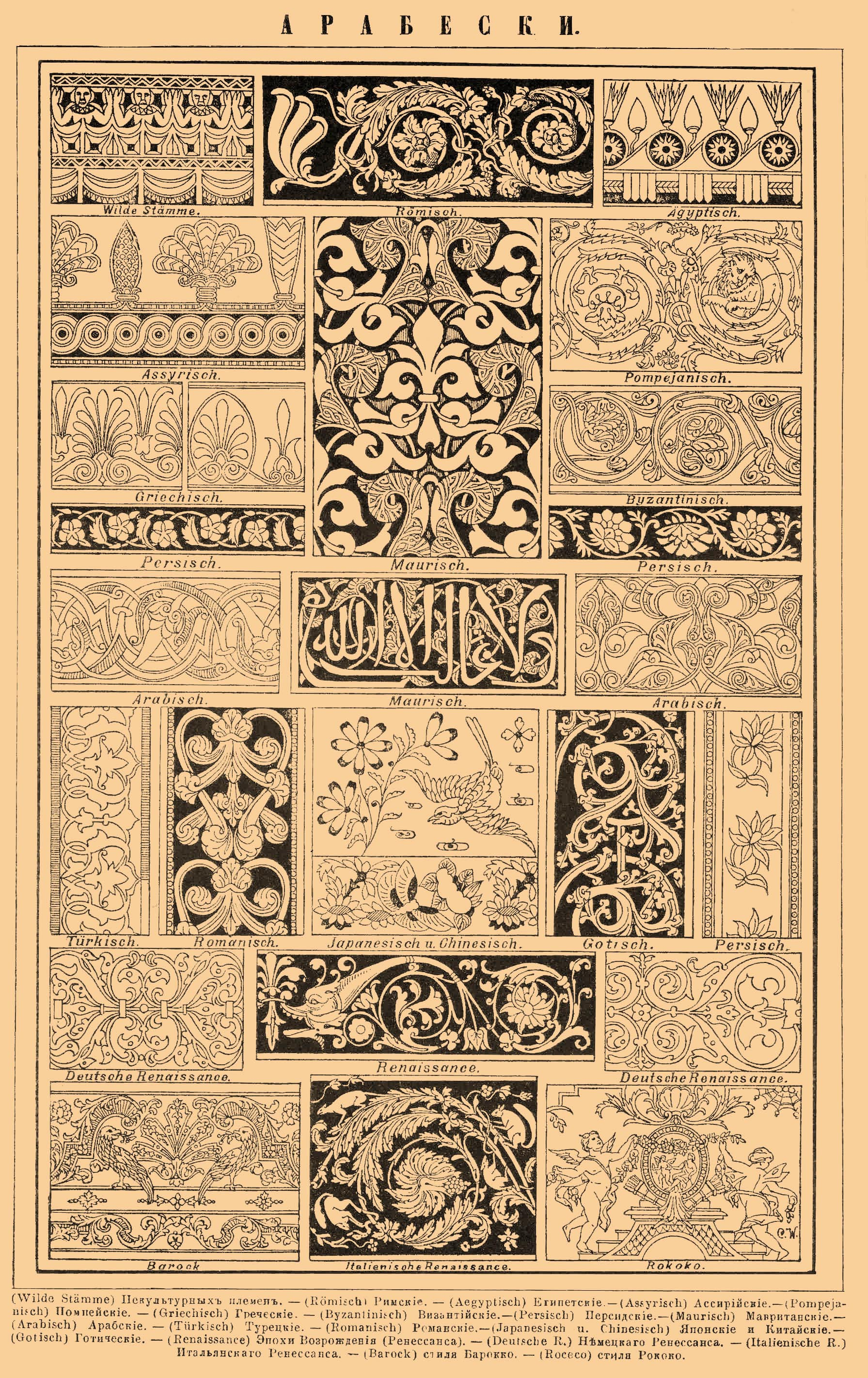
Арабески:
«некультурних племен» (Wilde Stämme), римські (Römisch), єгипетські (Aegyptisch), ассирійські (Assyrisch), помпейські (Pompejanisch), грецькі (Griechisch), візантійські (Byzantinisch), перські (Persisch), мавританські (Maurisch), арабські (Arabisch), турецькі (Türkisch), романські (Romanisch), японські та китайські (Japanesisch u. Chinesish), готичні (Gotisch), епохи Відродження/Ренесансу (Renaissance), німецького Ренесансу (Deutsche R.), італійського Ренесансу (Italienische R.), стилю бароко (Barock), стилю рококо (Roceco)

Арабеска (італ. arabesco, укр. арабський) — європейська назва складного східного середньовічного орнаменту, що складається з геометричних і рослинних елементів. Арабеска може включати вишукану графіку арабського шрифту. Особливого поширення набули арабески в епоху Відродження, а пізніше арабесками стали називати химерний орнамент тільки з рослинних форм (стилізованого листя, квітів, стебел тощо), що утворюють складні переплетіння.
Арабеска — вид орнаменту: химерне поєднання геометричних і стилізованих рослинних мотивів, іноді включає стилізований напис (під арабську в'язь або рукописний). Арабеска будується на повторенні та множенні одного або декількох фрагментів візерунка. Нескінченний, що протікає в заданому ритмі, рух візерунків може бути зупинено або продовжено в будь-якій точці без порушення цілісності візерунка. Такий орнамент фактично виключає фон, оскільки один візерунок вписується в інший, закриваючи поверхню (європейці називали це «боязню порожнечі»). Арабески можна розміщувати на поверхні будь-якої конфігурації, плоскої чи опуклої. Немає ніякої принципової різниці між композиціями на стіні або на килимі, на палітурці рукопису або на кераміці.
У мистецтвознавстві багатьох країн Європи термін арабеска має і вужче значення: орнамент лише зі стилізованих рослинних мотивів (на противагу так званому мореско — орнаменту з геометричних мотивів).